# Пандзьера, Маргерита
Маргерита Пандзьери (итал. Margherita Panziera; род. 12 августа 1995, Монтебеллюна, Венеция) — итальянская пловчиха, трёхкратная чемпионка Европы. Специализируется на дистанциях на спине.

## Биография
Маргарита  на своём первом крупном международном турнире получила в общей сложности три медали. На средиземноморских играх в 2013: она выиграла золотую медаль, соревнуясь в смешанной эстафете 4×100 м, серебро на 200 м на спине и бронзу на 100 м на спине.
На итальянском летнем чемпионате 2014 года в Риме она выиграла свой первый титул чемпионки страны на 200 м на спине.
В 2015 году в Казани он участвовал в своём первом чемпионате мира.
В декабре того же года она также участвовала на чемпионате Европы в Нетании на короткой воде.
2016 год стал годом олимпийского опыта на Олимпиаде в Рио-де-Жанейро, где в предварительных заплывах на дистанции 200 метров на спине она заняла 16-е место и квалифицировалась в полуфинал.
Итальянка выиграла бронзовую медаль на 200 м дистанции на чемпионате континента в Копенгагене в 2017 году, установив новый итальянский рекорд со временем 2:02.43.
На чемпионате Европы 2018 года в Глазго она стала чемпионкой Европы на излюбленной дистанции 200 метров на спине с результатом 2:06.18. В составе сборной Италии завоевала бронзовую медаль в смешанном эстафетном заплыве на дистанции 4×100 метров комплексным плаванием.
В декабре 2019 года, в Глазго, на чемпионате Европы по плаванию на короткой воде, Маргерита одержала победу на дистанции 200 метров на спине, показав результат 2:01,45 - это новый национальный рекорд Италии. 
В мае 2021 года на чемпионат Европы, который проходил в Венгрии в Будапеште, итальянская спортсменка на дистанции 100 метров на спине завоевала серебряную медаль. В составе смешанной эстафетной команды на дистанции 4 по 200 метров вольным стилем завоевала также серебро, а в комбинированной эстафете 4 по 100 метров стала обладателем бронзовой медали. На дистанции 200 метров на спине Маргарита завоевала чемпионский титул, проплыв в финале за 2:06,06.

## Персональные рекорды
50 метров спина - 28.50
100 метров спина - 59.71
200 метров спина - 2:06.18